# نوكيا 7.2
نوكيا 7. 2 (بالإنجليزية: Nokia 7.2) هو هاتف ذكي من شركة إتش أم دي العالمية بعلامة نوكيا التجارية و يعمل بنظام أندرويد ، تم الإعلان عنه في 6 سبتمبر في IFA 2019 ، بسعر 349 دولارًا / 249 جنيهًا إسترلينيًا مقابل أرخص طراز

## وصلات خارجية
- الموقع الرسمي